# Saison 1996-1997 de la Jeunesse sportive de Kabylie
Maillots
Chronologie
Saison précédente Saison suivante
Cet article traite de la saison 1996-1997 de la Jeunesse sportive de Kabylie. Les matchs se déroulent essentiellement en Championnat d'Algérie de football 1996-1997, mais aussi en Coupe d'Algérie de football 1996-1997.

## Résumé de la saison 1996-1997
Cette saison la JSK terminera à l'un de ses plus mauvais classements en championnat, c'est-à-dire 8e. En coupe ce n'est guère mieux puisque la JSK se fait éliminer dès les huitièmes de finale. Le club ne participe pas aux compétitions continentales cette saison.

## Mercato estival 1996
Arrivées
Départs
- Noureddine Drioueche

## Joueurs (1996-1997)
| No | Nom                  | Poste     | Date de naissance | Nationalité |
| -- | -------------------- | --------- | ----------------- | ----------- |
| 1  | Aomar Hamenad        | Gardien   | 7 février 1969    | Algérie     |
| 3  | Abdelazziz Benhamlat | Défenseur | 22 mars 1974      | Algérie     |
| 4  | Karim Doudene        | Défenseur | 25 octobre 1972   | Algérie     |
| ?  | Hakim Boubrit        | Milieu    | 9 août 1975       | Algérie     |
| 10 | Hakim Medane         | Attaquant | 5 septembre 1966  | Algérie     |

## Championnat d'Algérie 1996-1997

### Calendrier du championnat
| Phase aller      | Match 1   | Match 2    | Match 3    | Match 4    | Match 5   | Match 6   | Match 7   | Match 8    | Phase retour     |
| ---------------- | --------- | ---------- | ---------- | ---------- | --------- | --------- | --------- | ---------- | ---------------- |
| 10 octobre 1996  | CSC-NAHD  | USMA-USMAB | WAM-USC    | CAB-MCO    | WAT-USMH  | ASAM-MCA  | CRB-MOC   | JSK-WAB    | 25 décembre 1997 |
| 14 octobre 1996  | USMAB-CSC | WAB-USMA   | USC-JSK    | MCO-WAM    | USMH-CAB  | MCA-WAT   | MOC-ASAM  | NAHD-CRB   | 30 janvier 1997  |
| 17 octobre 1996  | CSC-WAB   | USMA-USC   | JSK-MCO    | WAM-USMH   | CAB-MCA   | WAT-MOC   | ASAM-CRB  | NAHD-USMAB | 6 février 1997   |
| 24 octobre 1996  | MCA-WAM   | MCO-USMA   | WAB-USMAB  | USC-CSC    | ASAM-NAHD | MOC-CAB   | CRB-WAT   | USMH-JSK   | 13 février 1997  |
| 31 octobre 1996  | USMA-USMH | JSK-MCA    | CSC-MCO    | WAM-MOC    | CAB-CRB   | WAT-ASAM  | NAHD-WOB  | USMAB-USC  | 5 mars 1997      |
| 7 novembre 1996  | MCA-USMA  | MOC-JSK    | CRB-WAM    | WAT-NAHD   | MCO-USMAB | USC-WOB   | ASAM-CAB  | USMH-CSC   | 13 mars 1997     |
| 14 novembre 1996 | JSK-CRB   | WAM-ASAM   | CAB-WAT    | USMAB-USMH | WOB-MCO   | NAHD-USC  | USMA-MOC  | CSC-MCA    | 17 mars 1997     |
| 18 novembre 1996 | MOC-CSC   | CRB-USMA   | CAB-NAHD   | USMH-WOB   | ASAM-JSK  | MCO-USC   | MCA-USMAB | WAT-WAM    | 1er avril 1997   |
| 21 novembre 1996 | CSC-CRB   | USMA-ASAM  | JSK-WAT    | WAM-CAB    | NAHD-MCO  | USMAB-MOC | WOB-MCA   | USC-USMH   | 3 avril 1997     |
| 2 décembre 1996  | MOC-WOB   | CRB-USMAB  | ASAM-CSC   | WAT-USMA   | MCA-USC   | CAB-JSK   | WAM-NAHD  | USMH-MCO   | 10 avril 1997    |
| 5 décembre 1996  | USC-MOC   | WOB-CRB    | USMAB-ASAM | CSC-WAT    | MCO-MCA   | USMA-CAB  | JSK-WAM   | NAHD-USMH  | 24 avril 1997    |
| 9 décembre 1996  | CAB-CSC   | WAM-USMA   | JSK-NAHD   | WAT-USMAB  | ASAM-WOB  | CRB-USC   | MOC-MCO   | MCA-USMH   | 22 mai 1997      |
| 12 décembre 1996 | CSC-WAM   | USMA-JSK   | NAHD-MCA   | USMAB-CAB  | WOB-WAT   | USC-ASAM  | MCO-CRB   | USMH-MOC   | 12 juin 1997     |
| 19 décembre 1996 | JSK-CSC   | CRB-USMH   | USMA-NAHD  | MOC-MCA    | CAB-WOB   | WAM-USMAB | ASAM-MCO  | WAT-USC    | 16 juin 1997     |
| 23 décembre 1996 | MCA-CRB   | USMH-ASAM  | CSC-USMA   | USMAB-JSK  | WOB-WAM   | MCO-WAT   | USC-CAB   | NAHD-MOC   | 26 juin 1997     |

### Phase aller
| Dates                  | Journées    | Adversaires    | Lieux des rencontres                    | Scores | Buts JSK                                    | Références           |
| ---------------------- | ----------- | -------------- | --------------------------------------- | ------ | ------------------------------------------- | -------------------- |
| 21/10/96*match retard  | 1re journée | WA Boufarik    | Stade du 1er novembre 1954 (Tizi Ouzou) | 2/2    | benhamlet .moussouni (2buts en 1er mi temps | [ Rapport match 1 ]  |
| 14/10/96               | 2e journée  | US Chaouia     | stade zerdani hassouna ;oum el bouaghi  | 0-0    | /                                           | [ Rapport match 2 ]  |
| 17/10/96               | 3e journée  | MC Oran        | Stade du 1er novembre 1954 (Tizi Ouzou) | 2-1    | amrouche 56 .boubrit 60                     | [ Rapport match 3 ]  |
| 11/11/96*match retard* | 4e journée  | USM El Harrach | stade 1er nov de mohammadia             | 1-1    | moussouni 20                                | [ Rapport match 4 ]  |
| 04/11/96               | 5e journée  | MC Alger       | Stade du 1er novembre 1954 (Tizi Ouzou) | 1-0    | ould rabah 80                               | [ Rapport match 5 ]  |
| 07/11/96               | 6e journée  | MO Constantine | stade hamlaoui                          | 0-2    | /                                           | [ Rapport match 6 ]  |
| 14/11/96               | 7e journée  | CR Belouizdad  | Stade du 1er novembre 1954 (Tizi Ouzou) | 2-1    | boubrit 3 .benhamlet 87 sp                  | [ Rapport match 7 ]  |
| 18/11/96               | 8e journée  | AS Ain M'lila  | stade demene debih                      | 0-1    | /                                           | [ Rapport match 8 ]  |
| 21/11/96               | 9e journée  | WA Tlemcen     | Stade du 1er novembre 1954 (Tizi Ouzou) | 2-3    | benhamlet 10sp .mefteh 47                   | [ Rapport match 9 ]  |
| 02/12/96               | 10e journée | CA Batna       | ??                                      | 1-2    | touri 44                                    | [ Rapport match 10 ] |
| 05/12/96               | 11e journée | WA Mostaganem  | Stade du 1er novembre 1954 (Tizi Ouzou) | 1-0    | rahmouni 68                                 | [ Rapport match 11 ] |
| 9 décembre 1996        | 12e journée | NA Hussein Dey | Stade du 1er novembre 1954 (Tizi Ouzou) | 1-0    | moussa touri 62                             | [ Rapport match 12 ] |
| 12 décembre 1996       | 13e journée | USM Alger      | ??                                      | 0-1    | /                                           | [ Rapport match 13 ] |
| 19 décembre 1996       | 14e journée | CS Constantine | Stade du 1er novembre 1954 (Tizi Ouzou) | 1-0    | chouaib 82                                  | [ Rapport match 14 ] |
| 23 décembre 1996       | 15e journée | USM Ain Beida  | ??                                      | 0-2    | /                                           | [ Rapport match 15 ] |

### Phase retour
| Dates            | Journées    | Adversaires    | Lieux des rencontres                    | Scores | Buts JSK                                                                        | Références           |
| ---------------- | ----------- | -------------- | --------------------------------------- | ------ | ------------------------------------------------------------------------------- | -------------------- |
| 30 décembre 1996 | 16e journée | WA Boufarik    | Stade Mohamed Reggaz (Boufarik)         | 1-1    | Chouaïb 87e                                                                     | [ Rapport match 16 ] |
| 30 janvier 1997  | 17e journée | US Chaouia     | Stade du 1er novembre 1954 (Tizi Ouzou) | 2-0    | Medane 46e, Kheroubi 80e                                                        | [ Rapport match 17 ] |
| 6 février 1997   | 18e journée | MC Oran        | Stade Ahmed Zabanna (Oran)              | 0-2    | /                                                                               | [ Rapport match 18 ] |
| 13 février 1997  | 19e journée | USM El Harrach | Stade du 1er novembre 1954 (Tizi Ouzou) | 1-0    | Kheroubi 79e                                                                    | [ Rapport match 19 ] |
| 5 mars 1997      | 20e journée | MC Alger       | Stade Omar Hamadi (Alger)               | 5-2    | Fetahine 6e (csc), Moussouni 21e, Mefteh 39e, Benhamlet 60e (pen.), Boubrit 70e | [ Rapport match 20 ] |
| 10 mars 1997     | 21e journée | MO Constantine | Stade du 1er novembre 1954 (Tizi Ouzou) | 1-1    | Medane 44e                                                                      | [ Rapport match 21 ] |
| 13 mars 1997     | 22e journée | CR Belouizdad  | Stade du 20 août 1955 (Alger)           | 0-2    | /                                                                               | [ Rapport match 22 ] |
| 3 avril 1997     | 23e journée | AS Ain M'lila  | Stade du 1er novembre 1954 (Tizi Ouzou) | 2-0    | Amari 8e, Touri 15e                                                             | [ Rapport match 23 ] |
| 10 avril 1997    | 24e journée | WA Tlemcen     | Stade du colonel Akid Lotfi (Tlemcen)   | 1-2    | Benkhatouchene 71e                                                              | [ Rapport match 24 ] |
| 24 avril 1997    | 25e journée | CA Batna       | Stade du 1er novembre 1954 (Tizi Ouzou) | 2-0    | Touri 30e, Mefteh 50e                                                           | [ Rapport match 25 ] |
| 1er mai 1997     | 26e journée | WA Mostaganem  | Stade Mohamed-Bensaïd (Mostaganem)      | 0-6    | /                                                                               | [ Rapport match 26 ] |
| 22 mai 1997      | 27e journée | NA Hussein Dey | Stade des Frères Zioui                  | 1-3    | Issad 13e                                                                       | [ Rapport match 27 ] |
| 12 juin 1997     | 28e journée | USM Alger      | Stade du 1er novembre 1954 (Tizi Ouzou) | 0-1    | /                                                                               | [ Rapport match 28 ] |
| 15 juin 1997     | 29e journée | CS Constantine | Stade Chahid Hamlaoui (Constantine)     | 1-4    | Medane 10e (pen.)                                                               | [ Rapport match 29 ] |
| 26 juin 1997     | 30e journée | USM Ain Beida  | Stade du 1er novembre 1954 (Tizi Ouzou) | 4-1    | Kheroubi 6e, Boubrit 37e 89e, Chouaib 70e                                       | [ Rapport match 30 ] |

### Classement final
Le classement est établi sur le barème de points suivant : une victoire vaut 3 points, un match nul 1 point et une défaite 0 point.
| Rang | Équipe           | Pts | J  | G  | N  | P  | Bp | Bc | Diff |
| ---- | ---------------- | --- | -- | -- | -- | -- | -- | -- | ---- |
| 1    | CS Constantine   | 56  | 30 | 17 | 5  | 8  | 41 | 31 | +10  |
| 2    | MC Oran          | 55  | 30 | 17 | 4  | 9  | 49 | 26 | +23  |
| 3    | USM Alger T C    | 49  | 30 | 14 | 7  | 9  | 32 | 30 | +2   |
| 4    | USM El Harrach   | 45  | 30 | 12 | 9  | 9  | 27 | 21 | +6   |
| 5    | WA Tlemcen       | 44  | 30 | 12 | 8  | 10 | 43 | 33 | +10  |
| 6    | CR Belouizdad    | 41  | 30 | 11 | 8  | 11 | 34 | 28 | +6   |
| 7    | MC Alger         | 41  | 30 | 12 | 5  | 13 | 40 | 37 | +3   |
| 8    | JS Kabylie       | 41  | 30 | 12 | 5  | 13 | 35 | 41 | -6   |
| 9    | MO Constantine P | 40  | 30 | 10 | 10 | 10 | 30 | 29 | +1   |
| 10   | CA Batna         | 39  | 30 | 11 | 6  | 13 | 28 | 35 | -7   |
| 11   | AS Aïn M'lila    | 38  | 30 | 11 | 6  | 13 | 29 | 39 | -10  |
| 12   | US Chaouia       | 38  | 30 | 11 | 5  | 14 | 27 | 45 | -18  |
| 13   | WA Boufarik      | 37  | 30 | 10 | 7  | 13 | 34 | 36 | -2   |
| 14   | USM Aïn Béïda -3 | 34  | 30 | 11 | 4  | 15 | 30 | 40 | -10  |
| 15   | NA Hussein Dey P | 34  | 30 | 9  | 7  | 14 | 33 | 45 | -12  |
| 16   | WA Mostaganem P  | 32  | 30 | 8  | 8  | 14 | 46 | 50 | -4   |

Résultat
- Qualifié pour la Ligue des champions 1998
- Qualifié pour la Coupe de la CAF 1998
- Qualifié pour la Coupe des coupes 1998

Relégation
- Relégation en Division 2

Abréviations
T : Tenant du titre

C : Vainqueur de la Coupe d'Algérie 1996-97

P : Promus de Division 2

-3 : 3 points de pénalité

## Coupe d'Algérie
| Dates         | Journées      | Adversaires           | Lieux des rencontres                           | Scores            | Buts JSK                                  | Références           |
| ------------- | ------------- | --------------------- | ---------------------------------------------- | ----------------- | ----------------------------------------- | -------------------- |
| 21 mars 1997  | 32e de finale | ES Sétif              | Stade du 8 mai 1945 (Sétif)                    | 0-0ap (1-4 t.a.b) | /                                         | [ Rapport match 31 ] |
| 16 avril 1997 | 16e de finale | IRB Khemis El Khechna | Stade de Khemis El Khechna (Khemis El Khechna) | 3-0ap             | Meftah 102e, Benhamlat 103e, Boubrit 115e | [ Rapport match 32 ] |
| 11 mai 1997   | 8e de finale  | CA Batna              | Stade du 1er novembre 1954 (Batna)             | 1-0               | /                                         | [ Rapport match 33 ] |

## Buteurs
| Joueurs             | Championnat | Coupe d'Algérie | Total |
| ------------------- | ----------- | --------------- | ----- |
| Hakim Boubrit       | 5           | 1               | 6     |
| Abdelaziz Benhamlat | 4           | 1               | 5     |
| Mahieddine Meftah   | 3           | 1               | 4     |
| Moussa Touri        | 4           | 0               | 4     |
| Chouib              | 3           | 0               | 3     |
| Fawzi Moussouni     | 3           | 0               | 3     |
| Hakim Medane        | 3           | 0               | 3     |
| Kherroubi           | 3           | 0               | 3     |
| Issad               | 1           | 0               | 1     |
| Benkhatou           | 1           | 0               | 1     |
| Mourad Rahmouni     | 1           | 0               | 1     |
| Amari               | 1           | 0               | 1     |
| Rezki Amrouche      | 1           | 0               | 1     |
| Ould Rabah          | 1           | 0               | 1     |
| But contre son camp | 1           | 0               | 1     |
| Total               | 35          | 3               | 38    |